# Oleg Grabar
Oleg Grabar (Strasburgo, 3 novembre 1929 – Princeton, 8 gennaio 2011) è stato uno storico dell'arte e archeologo francese naturalizzato statunitense.

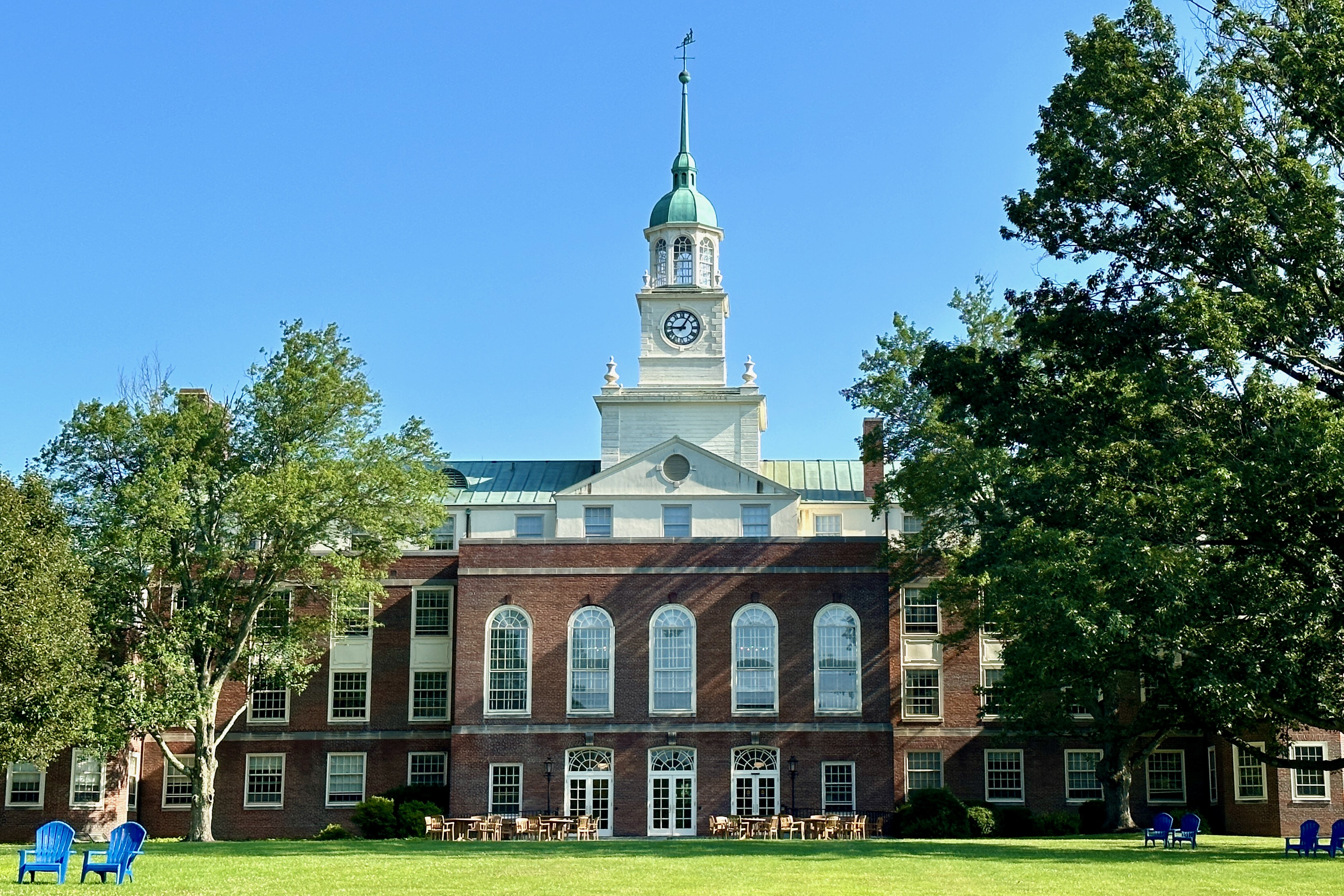
Institute for Advanced Study (Princeton)

Trascorse gran parte della sua vita negli Stati Uniti e fu una delle personalità più apprezzate nel mondo degli storici dell'arte islamica.

## Carriera accademica
Grabar studiò nell'Università di Parigi, seguendo i corsi dei storia antica, medievale e moderna prima di trasferirsi negli USA nel 1948. Si laureò anche ad Harvard oltre che nell'Università di Parigi nel 1950. Nel 1955 conseguì un PhD nella Princeton University (New Jersey).
Operò nella University of Michigan tra il 1954 e il 1969, prima di trasferirsi nella Harvard University come professore cattedratico (full professor). Nel 1980, Grabar divenne il primo Aga Khan Professor of Islamic Art and Architecture ad Harvard. Fu membro fondatore della rivista Muqarnas nel 1983. Divenne Emeritus ad Harvard nel 1990 e quindi raggiunse la School of Historical Studies dell'Institute for Advanced Study, diventandovi Emerito nel 1998.

## Ricerche

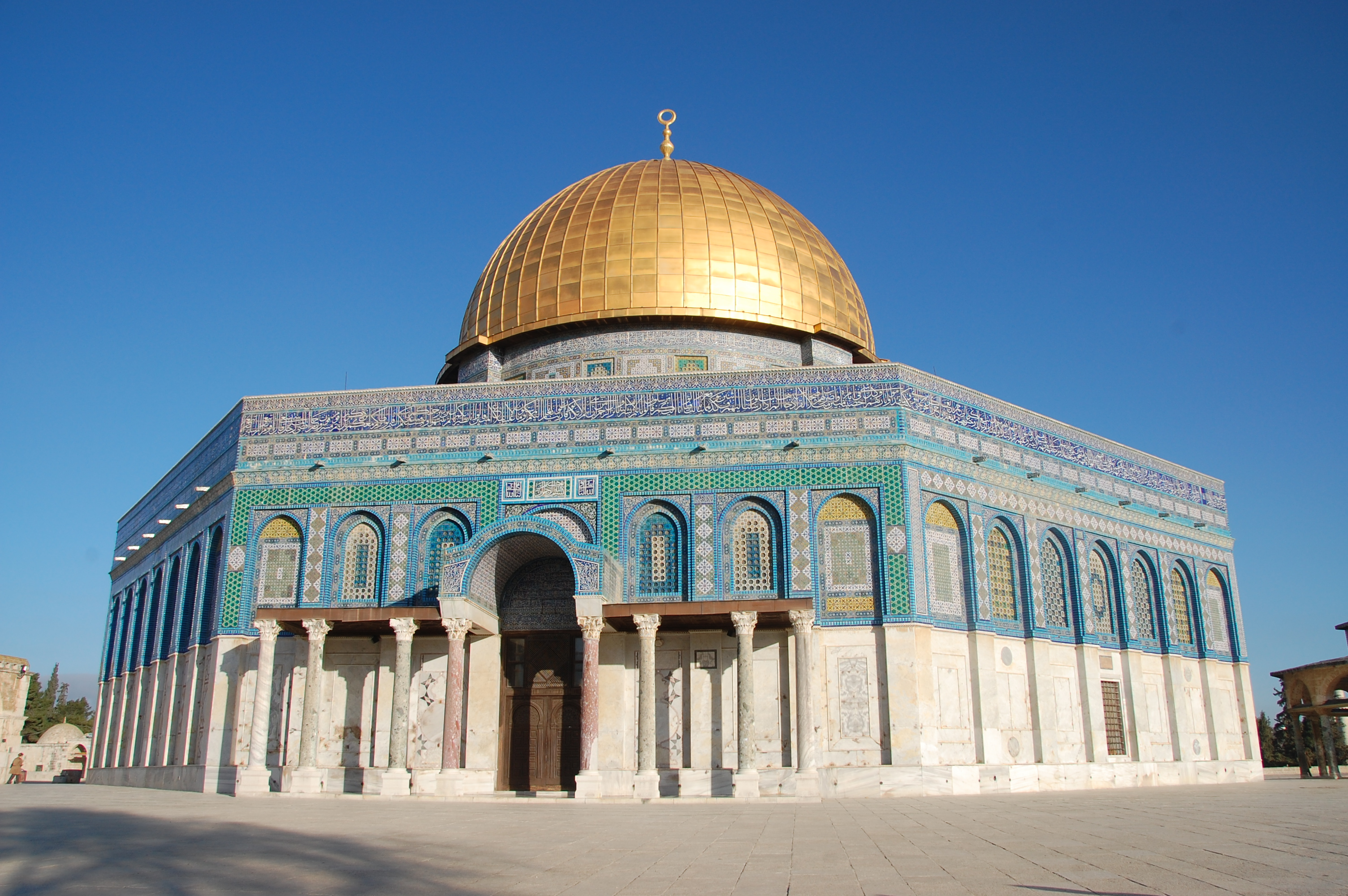
Cupola della Roccia nella Città Vecchia di Gerusalemme.

Le ricerche archeologiche e di studio intraprese da Grabar toccarono un periodo storico e un'area culturale di grande ampiezza nel campo degli studi islamici, dall'Africa islamica al Vicino Oriente e all'Asia islamica.
Agli inizi della sua carriera, Grabar trascorse alcuni anni (1953-1953 e 1960–1961) nell'American School of Oriental Research di Gerusalemme. Dal 1964 al 1972, diresse gli scavi del sito islamico del Qasr al-Hayr al-Sharqi in Siria, i cui risultati furono pubblicati in un doppio volume di cui egli fu uno dei contributori, City in the Desert, Qasr al-Hayr East.  Altri libri importanti in lingua inglese sono: The Shape of the Holy (Princeton, 1996), The Mediation of Ornament (Princeton, 1992), The Great Mosque of Isfahan (New York University, 1990) e The Formation of Islamic Art (Yale, 1973).
Oleg Grabar scrisse contributi di grande rilievo anche nel campo delle miniature persiane di epoca islamica. Con Sheila Blair fu autore di un'opera illustrata del principale manoscritto dello Shahnameh di Ferdowsi, Epic Images and Contemporary History: The Illustrations of the Great Mongol Shahnama (Chicago, 1980). Contribuì magistralmente agli studi relativi alla Cupola della Roccia col suo articolo "The Umayyad Dome of the Rock in Jerusalem."  Il suo contributo Penser l'art islamique: une esthétique de l'ornement esprime rilevanti riflessioni sulla natura dell'arte islamica.

## Vita privata
Grabar era figlio dell'apprezzato bizantinista André Grabar. Oleg Grabar e sua moglie Terry, professore inglese in pensione, sono stati sposati per 59 anni. Ebbero due figli, Nicolas e Anne Louise, e tre nipoti, Henry, Olivia e Margaret.

## Onorificenze
Grabar ricevette numerose onorificenze nel corso della vita, inclusa la Charles Lang Freer Medal nel 2001 e, nel 2010, il Chairman's Award nella cerimonia Aga Khan Award for Architecture, svoltasi a Doha, dove egli tenne quello che probabilmente fu il suo ultimo discorso pubblico.

## Opere scelte
Oleg Grabar vanta oltre 200 opere monografiche, più di 500 pubblicazioni in 13 lingue e oltre 15.000 acquisizioni bibliotecarie.
- City in the Desert assieme a Renata Holod, James Knustad e William Trousdale, Harvard University Press, (1978)
- Epic Images and Contemporary History: The Illustrations of the Great Mongol Shahnama (1982)
- The Mediation of Ornament (1992)
- The Shape of the Holy: Early Islamic Jerusalem
- Late Antiquity: A Guide to the Post-Classical World, con Glen Bowersock e Peter Brown, Harvard University Press, (1999)
- The Art and Architecture of Islam 650–1250, con Richard Ettinghausen e Marilyn Jenkins-Madina, Yale History of Art, 2001
- Late Antiquity: A Guide to the Postclassical World edito assieme a G. W. Bowersock, Peter Brown, Harvard University Press, (2001)
- Mostly Miniatures (2002)
- "Islamic visual culture, 1100–1800", Ashgate, (2006)
- The Dome of the Rock, Harvard University Press, (2006)
- "The Haram Al-Sharif: An Essay in Interpretation," BRIIFS vol. 2 no 2 (Autumn 2000).
- Constructing the Study of Islamic Art, 83 articoli riuniti (4 voll., 2005–06)